# 757
سنة 757 م كانت سنة بسيطة تبدأ يوم السبت (الرابط يظهر نموذج التقويم الكامل للسنة) من التقويم اليولياني. بدأت تسمية السنة ب757 منذ العصور الوسطى المبكرة، عندما أصبح تقويم أنو دوميني هو الأسلوب السائد في أوروبا لتسمية السنوات.

## مواليد
- أبو عقال الأغلب بن إبراهيم
- ابن سلام الجمحي

## وفيات
- أسطفان الثاني
- ألفونسو الأول ملك أستورياس